# Corredor geográfico

La franja de Caprivi, en el nordeste de Namibia, es un ejemplo de saliente.

Un corredor geográfico (también llamado franja, saliente, mango o dedo, a veces sustituido por el anglicismo panhandle) es, en geografía, un término informal que designa una extensión larga y estrecha de las fronteras de una división administrativa, que es similar en forma al asa de una sartén.
Se puede pensar en un corredor como una península, aunque en vez de estar rodeado de agua por casi todas las partes, lo está por territorio administrativamente ajeno. Puede corresponder a necesidades geográficas (valles en zonas montañosas), políticas (necesidad de separar o conectar dos Estados, como el corredor de Waján), electorales (como la ciudad de Bruselas), históricas (como Meurthe y Mosela, creada tras la guerra franco-alemana de 1870), etc. También puede tratarse de acceder a un recurso que un Estado o una región no tiene en su parte principal (típicamente, el mar). Los corredores son bastante comunes en el contexto colonial.

## Ejemplos

### Nivel nacional

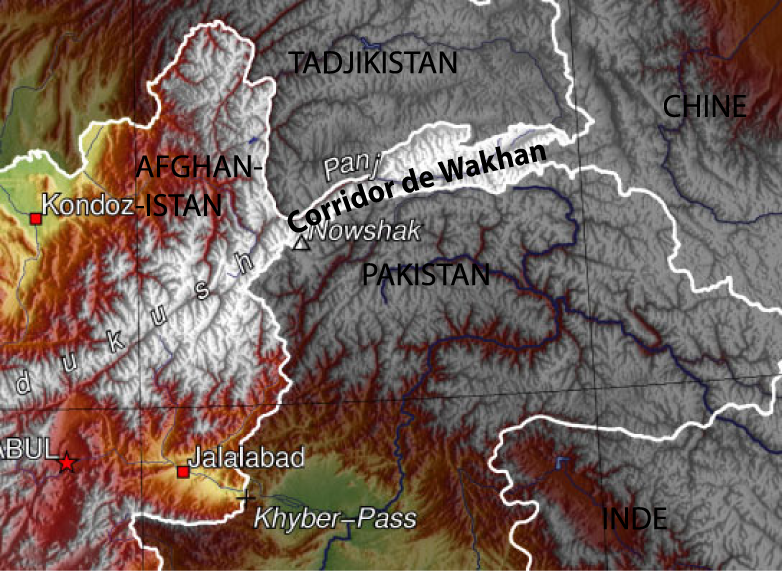
El corredor de Waján, al este de Afganistán.

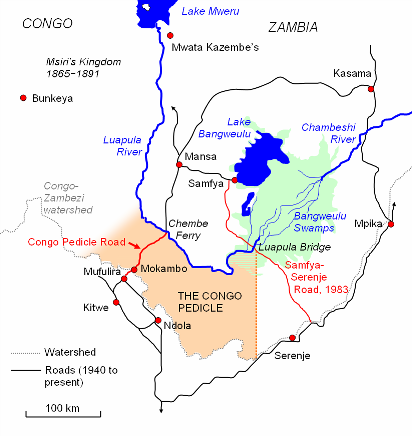
Mapa de la bota de Katanga.

La provincia de Misiones, en Argentina, es uno de los ejemplos más notables de panhandle en América del Sur.

El cantón Zapotillo de la provincia de Loja, el más occidental de los cantones de Ecuador que forman un corredor hacia territorio del Perú.

Algunos ejemplos de salientes en las fronteras nacionales:
- Afganistán: el corredor de Waján, ubicado al este de la provincia de Badajshán.
- Argentina: la provincia de Misiones.
- Austria: Los ocho distritos de la región histórica de Tirol del Norte en el estado de Tirol y el estado de Vorarlberg.
- Birmania: división de Tanintharyi.
- Camerún: la región del Extremo Norte.
- Colombia: el Trapecio amazónico (donde se encuentra la ciudad de Leticia, el municipio de Puerto Nariño y la anm de Tarapacá), la saliente del Guainía (las anm de La Guadalupe y San Felipe) que separa en esa parte a Brasil de Venezuela, y la saliente del Vaupés (anm de Yavaraté).
- Estados Unidos: el mango de Alaska, al sur de dicho estado, a lo largo de la costa, entre el océano Pacífico y Canadá.
- Ecuador: dentro de la provincia de Loja; el cantón Zapotillo forma una saliente al oeste adentrándose en territorio peruano. Dentro de la provincia de Morona Santiago: el cantón San Juan Bosco se expande al este adentrándose en territorio peruano. Dentro de la provincia de Sucumbíos; el cantón Putumayo se adentra en territorio peruano y colombiano.
- Francia: la Punta de Givet, en el departamento de las Ardenas.
- Finlandia: la municipalidad de Enontekiö.
- Guatemala: el departamento de Petén.
- India: el estado de Sikkim (entre Bután y el Tíbet). Los estados de oriente (Arunachal Pradesh, Assam, Manipur, Meghalaya, Mizoram, Nagaland y Tripura) también están separados del resto del país, pero solo por un corredor en Bengala Occidental, separando Bangladés de Bután. No es en sí un corredor propiamente dicho.
- Israel: el «Dedo de Galilea», al norte del país.
- Italia: la provincia de Trieste.
- Kirguistán: las provincias ubicadas en el valle de Ferganá.
- Namibia: la franja de Caprivi.
- Países Bajos: el sur de la provincia de Limburgo, conteniendo Maastricht.
- Polonia: al oeste del voivodato de Baja Silesia (alrededor de la ciudad de Bogatynia).
- Perú: El departamento de Tumbes rodeado en su mayoría por Ecuador. El noroeste del distrito de Teniente Manuel Clavero en la provincia de Putumayo rodeado por Colombia y Ecuador, perteneciente al departamento de Loreto. El noreste de los distritos de Yavarí y Ramón Castilla en la provincia de Mariscal Ramón Castilla rodeado por Brasil y Colombia, pertenecientes al departamento de Loreto.  El noroeste del distrito de Iñapari en la provincia de Tahuamanu del departamento de Madre de Dios y el sureste del distrito de Purús en la provincia de Purús del departamento de Ucayali, ambos distritos forman la Reserva comunal Purús que se encuentra rodeado por Brasil.
- República Democrática del Congo: sur de la provincia de Katanga.
- República Checa: oeste de la región de Karlovy Vary (alrededor de la ciudad de Aš).
- Senegal: Casamanza, separada del resto del país por Gambia.
- Suiza: Los cantones de Vaud y de Ginebra, que se hallan al oeste del país, rodeados en su mayor parte por territorio francés.

### Nivel sub-nacional

#### Argentina
- Mango de Buenos Aires: posiblemente el mejor ejemplo en el país, conformado por los partidos de Villarino y Patagones al extremo sur de la provincia.
- Chaco: noroeste de la provincia, rodeando al noreste de Santiago del Estero.
- Río Negro: departamento General Roca
- Salta: norte del departamento La Poma
- Jujuy: departamento de Susques

#### Brasil
- Minas Gerais: la región del Triángulo Minero.

#### Bélgica

La ciudad de Bruselas (en rojo) en la Región de Bruselas Capital, Bélgica.

- La ciudad de Bruselas, municipio de la región de Bruselas-Capital, tiene una derivación al sur del pentágono de la ciudad histórica, unida con el resto de la ciudad por la avenida Louise.

#### Birmania
- En la parte nororiental de la región de Mandalay, forma una península en la costa del estado Shan, donde se ubica Mogok, una ciudad rica en piedras preciosas.
- En la región occidental del país, el valle de la Myittha constituye una península de la región de Sagaing entre el estado de Chin y la región de Magway.

#### China
- La prefectura de Qingyang en la provincia de Gansu.

#### Colombia

Boyacá, el departamento de Colombia con mayor número de salientes.

- El municipio González en el departamento de Cesar.
- El extremo norte del departamento del Huila, que corresponde a la jurisdicción del municipio de Colombia.
- La porción antioqueña de la región del Urabá.
- El municipio de Yondó, en el departamento de Antioquia.
- En el departamento de Boyacá existen cuatro salientes: la del municipio de Puerto Boyacá, la del municipio de Covarachía, la de la provincia de Gutiérrez, y la de los municipios de Moniquirá, Chitaraque, San José de Pare, Santana y Togüí.
- El extremo norte del municipio Puerto Wilches, en el departamento de Santander.
- El municipio de Gámbita, en el departamento de Santander.
- Los municipios de Santa Rosa y Piamonte, en el departamento del Cauca, que forman la Bota Caucana.
- Los municipios de Acandí y Unguía, en el departamento del Chocó.
- La provincia de Medina del departamento de Cundinamarca.
- El municipio de Taraira en el departamento de Vaupés.

#### Ecuador
- Provincia del Guayas: los cantones de El Empalme, Balzar y Colimes forman una saliente al norte, y el cantón Elizalde otra al este.

#### Estados Unidos

Las salientes de los Estados Unidos (en rojo).

A nivel subnacional, las fronteras de los Estados Unidos han producido los siguientes ejemplos notables de corredores geográficos:
- Carolina del Norte: parte occidental del estado, cerca de Asheville.
- Connecticut: sureste del condado de Fairfield, resultado de disputas territoriales a fines del siglo XVII con el estado de Nueva York.
- Maryland: la parte occidental del estado, que comprende los condados de Allegany, Garrett y Washington. La frontera sur con Virginia Occidental está formada por el río Potomac, mientras que la frontera norte con Pensilvania, es una línea recta. Ambas convergen en las fronteras casi en Hancock dejando un ancho de 3 km.
- Nebraska: parte occidental del estado.
- Virginia Occidental: tiene dos salientes, uno al norte y otro al este.
- Mango de Florida: banda que incluye los 16 condados más occidentales del estado, encajada entre Georgia y Alabama, en el norte, y el golfo de México en el sur.
- Mango de Idaho: los 10 condados en el norte de Idaho, bordeada por el estado de Washington al oeste, por Montana, al este y por Canadá, al norte. Estos condados no están en la misma zona horaria que el resto del estado.
- Mango de Oklahoma: formada por los condados de Beaver, Cimarrón y Texas, en el extremo occidental del estado.
- Mango de Texas: compuesto por los 26 condados del norte del estado.

#### España
- El municipio de Aranjuez, al sur de la Comunidad de Madrid.
- El corredor de La Sauceda, al oeste de la Provincia de Málaga rodeado de la Provincia de Cádiz.

#### Francia

Situación de Meurthe y Mosela (en rojo) en Francia.

- Departamento de Meurthe y Mosela: su forma se compara a veces con la de una ganso,[2][3] y el distrito de Briey correspondería entonces a su cuello.
- Departamento de Territorio de Belfort: la ciudad de Beaucourt y varias comunas rurales en la meseta de Croix al suroeste de Delle, forman una extensión entre el vecino departamento de Doubs y la frontera suiza.
- Departamento de Paso de Calais: las comunas de Biache-Saint-Vaast, Rœux o Plouvain tienen extensiones de las comunas vecinas.
- Departamento del Norte: consta de dos partes conectadas únicamente por las comunas de Armentières y Erquinghem-Lys.
- Ciertas comunas, como por ejemplo Albi, Orleans, Saint-Brice-sur-Vienne o Plaisance-du-Touch.

#### México
- La saliente oriental del Estado de México.
- La saliente norte del estado de Tamaulipas.
- La región norte del estado de Jalisco.
- Las salientes meridionales del estado de Zacatecas.
- La región oriental del estado de Tabasco.
- La parte norte del estado de Puebla.
- La parte norte del estado de Nuevo León.

#### Perú

La provincia de Barranca de Lima, con su territorio casi completamente dentro de Áncash.

- La provincia de Barranca del departamento de Lima, rodeado casi completamente por el departamento de Áncash.
- Del departamento de La Libertad, las provincias al oeste: Ascope, Pacasmayo y Chepén casi rodeados por los departamentos de Cajamarca y Lambayeque; y las provincias al este: Bolívar y Pataz incrustadas entre los departamentos de Cajamarca, Amazonas, San Martín, Áncash y Huánuco.

#### Venezuela
- El oeste del municipio Blanco del Estado Barinas presenta una saliente que está rodeada por los estados Táchira y Apure.
- La parroquia Palmarito, ubicada al noroeste del municipio Tulio Febres Cordero del Estado Mérida, es un corredor rodeado por el Zulia que es el acceso del estado andino al lago de Maracaibo.

### Nivel local

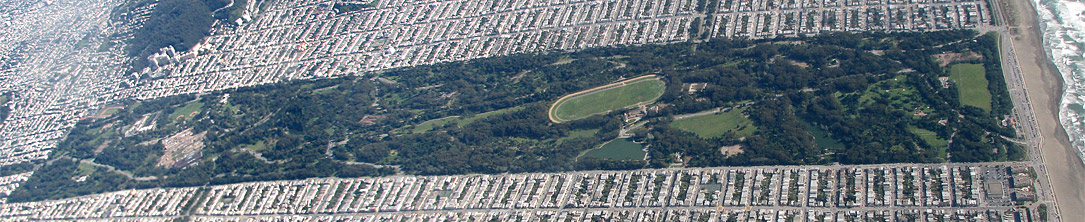
El Golden Gate Park tiene una extensión (en la imagen, a la izquierda).

- El Golden Gate Park de San Francisco, en los Estados Unidos, tiene una extensión territorial en forma de panhandle.

### Históricos
- El corredor polaco, perteneciente a la Segunda República Polaca (1919-1939).
- El corredor checo, propuesta para unir Checoslovaquia con Yugoslavia.